# Copenhagen Wolves RFC
Copenhagen Wolves RFC er en dansk rugbyklub, der er hjemmehørende i København. Klubben er en del af Pan Idræt.
Rugby i Pan Idræt foregår i dag i Pan Rugby RFC
| Rugby | Spire Denne artikel om rugby er en spire som bør udbygges. Du er velkommen til at hjælpe Wikipedia ved at udvide den. |